# Station Harlesden
Harlesden is een station van London Overground en de metro van Londen aan de Bakerloo line. Het spoorwegstation dat in 1912 is geopend ligt in de gemeente Harlesden. In 1917 begon de dienstregeling op de Bakerloo line.

## Geschiedenis
Het eerste station op deze plaats was Willesden dat in 1841 door de London and Birmingham Railway werd ingevoegd aan het eerste deel van de West Coast Main Line (WCML). In 1866 werd dit station gesloten toen 800 meter oostelijker Willesden Junction geopend werd ter vervanging. In 1910 begon de aanleg van de Watford DC Line parallel aan de WCML door de London and North Western Railway. Deze lijn die gericht was op voorstadsverkeer kreeg weer een station bij Harlesden dat op 15 juni 1912 werd geopend. Naast de Watford DC Line wordt dit station sinds 16 april 1917 ook bediend door de Bakerloo line. 

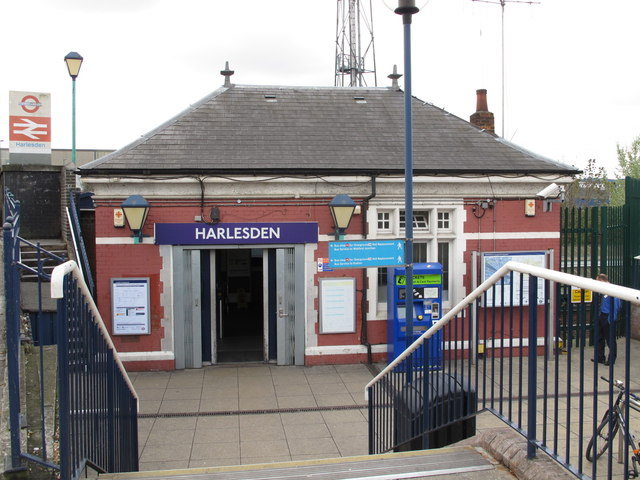
Het stationsgebouw naast de brug.
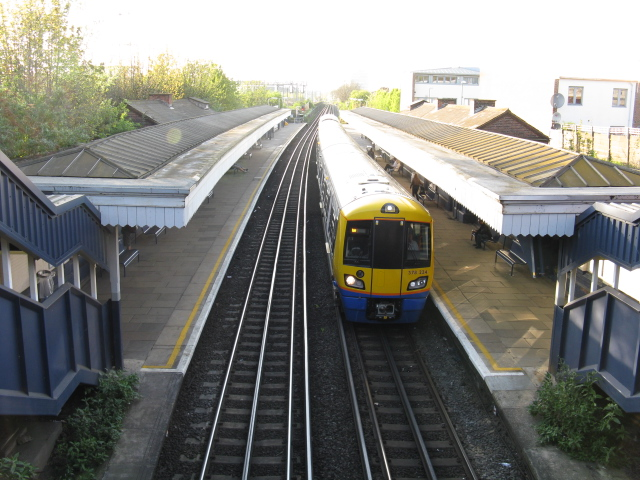
De overground op weg naar Euston langs het perron.
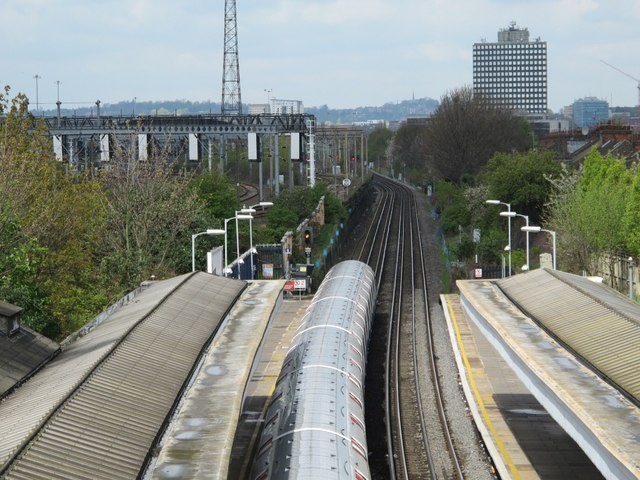
De underground op weg naar het westen.

## Ligging en inrichting
De spoorlijn vormt hier de grens tussen de woonwijken Harlesden en Stonebridge aan de noordkant en het bedrijfsterrein Park Royal aan de zuidkant. Vlak ten zuiden van het station liggen de toeritten naar het opstelterrein van Willesden Brent. Het stationsgebouw is een van de vele die aan de Watford DC Line gebouwd zijn volgens een standaardontwerp. De laagbouw van baksteen met een puntdak staat bij de noordwesthoek van het viaduct waarmee de Acton Lane het spoor kruist. De stationshal is aan de perronzijde verbonden met een loopbrug die met vaste trappen is verbonden met de perrons. De perrons zijn deels overkapt met een houten luifel op een gietijzeren draagconstructie. 
Harrow & Wealdstone ·
Kenton ·
South Kenton ·
North Wembley ·
Wembley Central ·
Stonebridge park ·
Harlesden ·
Willesden Junction ·
Kensal Green ·
Queen's Park ·
Kilburn Park ·
Maida Vale ·
Warwick Avenue ·
Paddington ·
Edgware Road ·
Marylebone ·
Baker Street ·
Regent's Park ·
Oxford Circus ·
Piccadilly Circus ·
Charing Cross ·
Embankment ·
Waterloo ·
Lambeth North ·
Elephant & Castle
Station London Euston · South Hampstead · Kilburn High Road · Queen's Park · Kensal Green · Willesden Junction · Harlesden · Stonebridge Park · Wembley Central · North Wembley · South Kenton · Kenton · Harrow & Wealdstone · Headstone Lane · Hatch End · Carpenders Park · Bushey · Watford High Street · Watford Junction